# Stow (Massachusetts)
Stow – miasto w Stanach Zjednoczonych, w stanie Massachusetts, w hrabstwie Middlesex.